# Глембоке (Малопольське воєводство)
Глембоке (пол. Głębokie) — село в Польщі, у гміні Північна-Здруй Новосондецького повіту Малопольського воєводства.
Населення — 479 осіб (2011).
У 1975—1998 роках село належало до Новосондецького воєводства.

## Географія
У селі річка Глембочанка впадає у річку Попрад.

## Демографія
Демографічна структура станом на 31 березня 2011 року:
|          | Загалом | Допрацездатний вік | Працездатний вік | Постпрацездатний вік |
| -------- | ------- | ------------------ | ---------------- | -------------------- |
| Чоловіки | 224     | 62                 | 141              | 21                   |
| Жінки    | 255     | 56                 | 145              | 54                   |
| Разом    | 479     | 118                | 286              | 75                   |